# 南面官
南面官，辽朝职官，采用“因俗而治”的统治政策，分北面官与南面官两个系统。因其南枢密院的官署设在皇帝牙帐之南，与北面官相对而言，以管理汉人州县赋税军马之事为主，也为招徕中原士人，即所谓“官分南北，以国制治契丹，以汉制待汉人”。
辽太祖时，设立汉官。南面官大多先设官，后再设置官署。太祖时，仿唐制设太师、太保、司徒、司空、总知汉儿司事、政事令、尚书、仆射等官。汉人枢密院兼尚书省。吏部、兵部、刑部有承旨，户部、工部有主事，中书省兼礼部，别有户部使司。辽太宗耶律德光南进中原，得后晋燕云十六州，境内汉人大增，南面官员随之增多，方州方镇之官趋于完备。太宗入汴灭后晋，仿后晋制度，设南面三省、六部、台、院、寺、监、诸卫、东宫之官、三公府、三师府等，都是南面官。辽世宗天禄元年（947年），分置北枢密院和南枢密院。北面、南面两类官制的称呼正式出现。汉人枢密院成为管理汉人的最高行政机构。置尚书省，后改称中书省，其他官制也日趋完备。
辽圣宗统和二十二年（1004年）十二月辽、宋澶渊之盟后，南面朝官和南面京官逐渐增加。南面官制模仿唐代官制而有所变通，又称“汉制”。南面官为治理州县、掌管财赋及分领汉军而设，分为朝官、宫官、京官、军官、方州官、大蕃府官、财赋官、分司官、边防官等。但南面官地位远不如北面官。南面官多以汉人充任，朝官和宫官契丹人任职者也很多，凡契丹人任南面官，可从汉仪，着汉服，与汉人通婚。